# Stade Andrův
Le stade Andrův (en tchèque Andrův stadion) est un stade de football situé à Olomouc en République tchèque et construit en 1940. Il accueille notamment les matchs du SK Sigma Olomouc évoluant actuellement en deuxième division.

## Événements
- Championnat d'Europe de football espoirs 2015

### Championnat d'Europe espoirs 2015
| Date         | Heure (UTC+2) | Équipe 1           | Équipe 2           | Résultat | Tour                       | Affluence |
| ------------ | ------------- | ------------------ | ------------------ | -------- | -------------------------- | --------- |
| 18 juin 2015 | 18:00         | Italie espoirs     | Suède espoirs      | 1 - 2    | Phase de groupes, groupe B | 6 719     |
| 21 juin 2015 | 20:45         | Suède espoirs      | Angleterre espoirs | 0 - 1    | Phase de groupes, groupe B | 11 257    |
| 24 juin 2015 | 20:45         | Angleterre espoirs | Italie espoirs     | 1 - 3    | Phase de groupes, groupe B | 11 563    |
| 27 juin 2015 | 18:00         | Portugal espoirs   | Allemagne espoirs  | 5 - 0    | Demi-finales               | 9 876     |